# Île Yunaska
L'île Yunaska (Yunaxsxa en Aléoute) est la plus grande des îles des Quatre-Montagnes, situées dans l'archipel des Aléoutiennes, au sud-ouest de l'Alaska, États-Unis. Sa superficie est de 173 km² et elle est inhabitée.
L'île comprend deux volcans, avec une vallée entre. La dernière éruption remonte à 1937.